# Éliminatoires du Championnat d'Europe de football espoirs 2011 - Groupe 9
Cet article donne les résultats des matchs du groupe 9 des éliminatoires du championnat d'Europe de football espoirs 2011.

## Classement
| Rang | Équipe     | Pts | J | G | N | P | Bp | Bc | Diff |  | Résultats (▼ dom., ► ext.) |     |     |     |     |     |
| ---- | ---------- | --- | - | - | - | - | -- | -- | ---- |  | -------------------------- | --- | --- | --- | --- | --- |
| 1    | Grèce      | 19  | 8 | 6 | 1 | 1 | 13 | 7  | +6   |  | Angleterre                 |     | 1-2 | 3-0 | 6-3 | 1-0 |
| 2    | Angleterre | 17  | 8 | 5 | 2 | 1 | 15 | 7  | +8   |  | Grèce                      | 1-1 |     | 1-0 | 3-1 | 2-1 |
| 3    | Portugal   | 13  | 8 | 4 | 1 | 3 | 12 | 8  | +4   |  | Lituanie                   | 0-0 | 0-1 |     | 1-0 | 0-1 |
| 4    | Lituanie   | 5   | 8 | 1 | 2 | 5 | 3  | 11 | -8   |  | Macédoine                  | 1-2 | 1-2 | 1-1 |     | 1-1 |
| 5    | Macédoine  | 2   | 8 | 0 | 2 | 6 | 9  | 19 | -10  |  | Portugal                   | 0-1 | 2-1 | 4-1 | 3-1 |     |

## Résultats et calendrier
| 28 mars 2009 | Grèce                            | 3 – 1 | Macédoine | Asteras Tripolis, Tripoli Arkadia |                           |
| 17:00 UTC+3  | Mítroglou 7e 48e · Ioannidis 61e |       | Fazli 50e | Arbitrage : Radek Prihoda         | Arbitrage : Radek Prihoda |
| 17:00 UTC+3  | Rapport                          |       |           | Arbitrage : Radek Prihoda         | Arbitrage : Radek Prihoda |

| 6 juin 2009 | Lituanie | 0 – 1 | Grèce                | Suduva, Marijampole          |                              |
| 16:45 UTC+3 |          |       | Papastathopoulos 76e | Arbitrage : Magnus Thorisson | Arbitrage : Magnus Thorisson |
| 16:45 UTC+3 | Rapport  |       |                      | Arbitrage : Magnus Thorisson | Arbitrage : Magnus Thorisson |

| 4 septembre 2009 | Macédoine   | 1 – 2 | Angleterre                 | Goce Delcev, Prilep          |                              |
| 15:30 UTC+2      | Ibraimi 34e |       | Sears 68e · Cattermole 83e | Arbitrage : Hubert Siejewicz | Arbitrage : Hubert Siejewicz |
| 15:30 UTC+2      | Rapport     |       |                            | Arbitrage : Hubert Siejewicz | Arbitrage : Hubert Siejewicz |

| 4 septembre 2009 | Portugal                                        | 4 – 1 | Lituanie      | Dr. Jorge Sampaio, Vila Nova de Gaia |                              |
| 19:15 UTC+1      | Ukra 25e 55e · Rui Pedro 63e · João Aurélio 85e |       | Chvedukas 26e | Arbitrage : Drazenko Kovacic         | Arbitrage : Drazenko Kovacic |
| 19:15 UTC+1      | Rapport                                         |       |               | Arbitrage : Drazenko Kovacic         | Arbitrage : Drazenko Kovacic |

| 8 septembre 2009 | Grèce     | 1 – 1 | Angleterre   | Asteras Tripolis, Tripoli Arkadia |                            |
| 19:00 UTC+3      | Ninis 41e |       | Sturridge 5e | Arbitrage : Mauro Bergonzi        | Arbitrage : Mauro Bergonzi |
| 19:00 UTC+3      | Rapport   |       |              | Arbitrage : Mauro Bergonzi        | Arbitrage : Mauro Bergonzi |

| 9 septembre 2009 | Macédoine  | 1 – 1 | Lituanie      | Goce Delcev, Prilep          |                              |
| 15:30 UTC+2      | Muarem 1re |       | Novikovas 58e | Arbitrage : Valery Vialichka | Arbitrage : Valery Vialichka |
| 15:30 UTC+2      | Rapport    |       |               | Arbitrage : Valery Vialichka | Arbitrage : Valery Vialichka |

| 9 octobre 2009 | Grèce                                    | 2 – 1 | Portugal         | Asteras Tripolis, Tripoli Arkadia |                               |
| 19:00 UTC+3    | Koutsianikoulis 4e · K. Papadópoulos 90e |       | Miguel Vítor 83e | Arbitrage : Stanislav Sukhina     | Arbitrage : Stanislav Sukhina |
| 19:00 UTC+3    | Rapport                                  |       |                  | Arbitrage : Stanislav Sukhina     | Arbitrage : Stanislav Sukhina |

| 9 octobre 2009 | Angleterre                                                 | 6 – 3 | Macédoine                                  | Ricoh Arena, Coventry     |                           |
| 19:45 UTC+1    | Gibbs 22e · Richards 30e · Carroll 54e 87e · Hines 67e 90e |       | Muarem 42e · Ibraimi 53e · Gibbs 58e (csc) | Arbitrage : Fredy Fautrel | Arbitrage : Fredy Fautrel |
| 19:45 UTC+1    | Rapport                                                    |       |                                            | Arbitrage : Fredy Fautrel | Arbitrage : Fredy Fautrel |

| 13 octobre 2009 | Macédoine  | 1 – 1 | Portugal         | Goce Delcev, Prilep       |                           |
| 15:15 UTC+2     | Muarem 68e |       | Adrien Silva 90e | Arbitrage : Mark Courtney | Arbitrage : Mark Courtney |
| 15:15 UTC+2     | Rapport    |       |                  | Arbitrage : Mark Courtney | Arbitrage : Mark Courtney |

| 13 octobre 2009 | Grèce               | 1 – 0 | Lituanie | Asteras Tripolis, Tripoli Arkadia |                             |
| 19:00 UTC+3     | Koutsianikoulis 80e |       |          | Arbitrage : Yuriy Moseychuk       | Arbitrage : Yuriy Moseychuk |
| 19:00 UTC+3     | Rapport             |       |          | Arbitrage : Yuriy Moseychuk       | Arbitrage : Yuriy Moseychuk |

| 13 novembre 2009 | Lituanie     | 1 – 0 | Macédoine | S. Darius & S. Girenas, Kaunas |                          |
| 17:00 UTC+2      | Zagurskas 5e |       |           | Arbitrage : Pavel Olsiak       | Arbitrage : Pavel Olsiak |
| 17:00 UTC+2      | Rapport      |       |           | Arbitrage : Pavel Olsiak       | Arbitrage : Pavel Olsiak |

| 14 novembre 2009 | Angleterre | 1 – 0 | Portugal | Wembley, Londres              |                               |
| 11:30 UTC+0      | Rose 40e   |       |          | Arbitrage : Thorsten Kinhöfer | Arbitrage : Thorsten Kinhöfer |
| 11:30 UTC+0      | Rapport    |       |          | Arbitrage : Thorsten Kinhöfer | Arbitrage : Thorsten Kinhöfer |

| 17 novembre 2009 | Lituanie | 0 – 0 | Angleterre | Vetra, Vilnius        |                       |
| 17:00 UTC+1      |          |       |            | Arbitrage : Jiri Jech | Arbitrage : Jiri Jech |
| 17:00 UTC+1      | Rapport  |       |            | Arbitrage : Jiri Jech | Arbitrage : Jiri Jech |

| 17 novembre 2009 | Portugal                         | 2 – 1 | Grèce           | José Arcanjo, Olhão       |                           |
| 17:15 UTC+0      | Rui Pedro 51e · Yazalde (de) 74e |       | Dimoutsos 90+2e | Arbitrage : Fredy Fautrel | Arbitrage : Fredy Fautrel |
| 17:15 UTC+0      | Rapport                          |       |                 | Arbitrage : Fredy Fautrel | Arbitrage : Fredy Fautrel |

| 3 mars 2010 | Angleterre     | 1 – 2 | Grèce                                     | Keepmoat, Doncaster          |                              |
| 18:00 UTC+1 | Delfouneso 80e |       | K. Papadópoulos 28e · I. Papadópoulos 49e | Arbitrage : Marijo Strahonja | Arbitrage : Marijo Strahonja |
| 18:00 UTC+1 | Rapport        |       |                                           | Arbitrage : Marijo Strahonja | Arbitrage : Marijo Strahonja |

| 11 août 2010 | Lituanie | 0 – 1 | Portugal | Marijampole, Marijampole   |                            |
| 21:00 UTC+3  |          |       | Ukra 16e | Arbitrage : Daniele Orsato | Arbitrage : Daniele Orsato |
| 21:00 UTC+3  | Rapport  |       |          | Arbitrage : Daniele Orsato | Arbitrage : Daniele Orsato |

| 3 septembre 2010 | Portugal | 0 – 1 | Angleterre    | Cidade de Barcelos, Barcelos |                             |
| 18:00 UTC+1      |          |       | Sturridge 32e | Arbitrage : Michael Lerjeus  | Arbitrage : Michael Lerjeus |
| 18:00 UTC+1      | Rapport  |       |               | Arbitrage : Michael Lerjeus  | Arbitrage : Michael Lerjeus |

| 4 septembre 2010 | Macédoine       | 1 – 2 | Grèce                       | Mladost (en), Strumica         |                                |
| 16:00 UTC+2      | Georgievski 64e |       | Siovas 39e · Papázoglou 80e | Arbitrage : Ionut Marius Avram | Arbitrage : Ionut Marius Avram |
| 16:00 UTC+2      | Rapport         |       |                             | Arbitrage : Ionut Marius Avram | Arbitrage : Ionut Marius Avram |

| 7 septembre 2010 | Angleterre                         | 3 – 0 | Lituanie | Community, Colchester |                       |
| 16:00 UTC+1      | Welbeck 62e 90+1e · Albrighton 79e |       |          | Arbitrage : Matej Jug | Arbitrage : Matej Jug |
| 16:00 UTC+1      | Rapport                            |       |          | Arbitrage : Matej Jug | Arbitrage : Matej Jug |

| 7 septembre 2010 | Portugal                                    | 3 – 1 | Macédoine                    | Dr. Jorge Sampaio, Vila Nova de Gaia(Porto) |                                 |
| 16:00 UTC+1      | Bebé 23e · Bura (en) 87e · João Silva 90+2e |       | Marjan Altiparmakovski 90+4e | Arbitrage : Thoroddur Hjaltalin             | Arbitrage : Thoroddur Hjaltalin |
| 16:00 UTC+1      | Rapport                                     |       |                              | Arbitrage : Thoroddur Hjaltalin             | Arbitrage : Thoroddur Hjaltalin |

## Buteurs
| Pos | Joueur                    | Pays       | Buts |
| --- | ------------------------- | ---------- | ---- |
| 1   | Muarem                    | Macédoine  | 3    |
| 1   | Ukra                      | Portugal   | 3    |
| 3   | Andrew Carroll            | Angleterre | 2    |
| 3   | Zavon Hines               | Angleterre | 2    |
| 3   | Daniel Sturridge          | Angleterre | 2    |
| 3   | Daniel Welbeck            | Angleterre | 2    |
| 3   | Vassilis Koutsianikoulis  | Grèce      | 2    |
| 3   | Konstantínos Mítroglou    | Grèce      | 2    |
| 3   | Kyriákos Papadópoulos     | Grèce      | 2    |
| 3   | Agim Ibraimi              | Macédoine  | 2    |
| 3   | Rui Pedro                 | Portugal   | 2    |
| 12  | Marc Albrighton           | Angleterre | 1    |
| 12  | Lee Cattermole            | Angleterre | 1    |
| 12  | Nathan Delfouneso         | Angleterre | 1    |
| 12  | Kieran Gibbs              | Angleterre | 1    |
| 12  | Micah Richards            | Angleterre | 1    |
| 12  | Danny Rose                | Angleterre | 1    |
| 12  | Freddie Sears             | Angleterre | 1    |
| 12  | Elini Dimoutsos           | Grèce      | 1    |
| 12  | Georgios Ioannidis        | Grèce      | 1    |
| 12  | Sotiris Ninis             | Grèce      | 1    |
| 12  | Ioánnis Papadópoulos      | Grèce      | 1    |
| 12  | Socratis Papastathopoulos | Grèce      | 1    |
| 12  | Thanásis Papázoglou       | Grèce      | 1    |
| 12  | Dimítris Sióvas           | Grèce      | 1    |
| 12  | Karolis Chvedukas         | Lituanie   | 1    |
| 12  | Arvydas Novikovas         | Lituanie   | 1    |
| 12  | Eivinas Zagurskas         | Lituanie   | 1    |
| 12  | Marjan Altiparmakovski    | Macédoine  | 1    |
| 12  | Samir Fazli               | Macédoine  | 1    |
| 12  | Daniel Georgievski        | Macédoine  | 1    |
| 12  | João Aurélio              | Portugal   | 1    |
| 12  | Bébé                      | Portugal   | 1    |
| 12  | Bura (en)                 | Portugal   | 1    |
| 12  | Rui Pedro                 | Portugal   | 1    |
| 12  | João Silva                | Portugal   | 1    |
| 12  | Miguel Vítor              | Portugal   | 1    |
| 12  | Yazalde (de)              | Portugal   | 1    |

Buteurs contre leur camp :
| Joueur       | Pays                        | Buts csc |
| ------------ | --------------------------- | -------- |
| Kieran Gibbs | Angleterre (pour Macédoine) | 1        |